# Журавлёв, Александр Григорьевич
Александр Григорьевич Журавлёв (30 июня 1910, Ряжск, Рязанская губерния — 15 августа 2010, Москва) — гвардии старший лейтенант артиллерии, Герой Советского Союза (1943).

## Биография
Окончил Московский электротехникум. В 1932—1933 годах проходил службу в Рабоче-крестьянской Красной Армии. Проживал в Москве, работал на одном из московских заводов. В июле 1941 года Журавлёв был повторно призван в армию. С октября того же года — на фронтах Великой Отечественной войны. К октябрю 1943 года гвардии младший лейтенант Александр Журавлёв командовал огневым взводом 167-го гвардейского лёгкого артиллерийского полка 3-й гвардейской лёгкой артиллерийской бригады 1-й гвардейской артиллерийской дивизии прорыва 60-й армии Центрального фронта. Отличился во время битвы за Днепр.
3 октября 1943 года взвод Журавлёва одним из первых переправился через Днепр в районе села Домантово Чернобыльского района Киевской области Украинской ССР и принял активное участие в боях за захват и удержание плацдарма на его западном берегу. Взвод отбил все немецкие контратаки, удержав занятые позиции.
Указом Президиума Верховного Совета СССР от 17 октября 1943 года за «образцовое выполнение боевых заданий командования на фронте борьбы с немецкими захватчиками и проявленные при этом мужество и героизм» гвардии младший лейтенант Александр Журавлёв был удостоен высокого звания Героя Советского Союза с вручением ордена Ленина и медали «Золотая Звезда» за номером 1906.
В 1946 году в звании гвардии старшего лейтенанта Журавлёв был уволен в запас. Проживал в Москве. Скончался 15 августа 2010 года, похоронен на Братском кладбище Ряжска.
Был также награждён орденами Отечественной войны 1-й и 2-й степеней, Красной Звезды, «Знак Почёта», рядом медалей.